# Luis de Lion
Luis de Lión, nacido como José Luis de León Díaz (San Juan del Obispo, Sacatepéquez, 1939 - 6 de junio de 1984) fue un escritor guatemalteco secuestrado el 15 de mayo de 1984 por elementos de inteligencia del ejército de Guatemala y desaparecido desde entonces. Su novela póstuma El tiempo principia en Xibalbá está considerada como una pieza fundamental en la narrativa centroamericana contemporánea.
Nacido en el seno de una familia kakchiquel, el trabajo de su padre (policía en la época del dictador Jorge Ubico) le permitió acceder a una educación básica que, posteriormente, completaría en Ciudad de Guatemala, obteniendo el título de maestro de educación primaria.
Desempeñó su labor educativa en varios puntos del país hasta que ganó una cátedra de literatura en la Universidad de San Carlos de Guatemala. Afiliado al Partido Guatemalteco del Trabajo (comunista), como dirigente magisterial, defendió el acceso general a una educación de calidad como garantía para la mejora del nivel de vida de la población guatemalteca. Así, en su pueblo de origen, San Juan del Obispo, fundó una pequeña biblioteca en la que alfabetizó a varios de sus vecinos.
El 15 de mayo de 1984,  un grupo de hombres armados vestidos de civil lo introdujo a la fuerza en un automóvil sin placas, mientras se dirigía a su trabajo en el Centro Histórico de Ciudad de Guatemala, engrosando las filas de los cerca de 50,000 desaparecidos por los gobiernos militares guatemaltecos durante los años 1980.
No se supo nada de su paradero hasta 1999 cuando su nombre apareció en el Diario Militar, un documento que contiene fotografías e información sobre las capturas y ejecuciones de cerca de 200 personas, y en el que figuraba con el número 135. Así se supo que fue asesinado el seis de junio del mismo año. En 2005, el gobierno de Guatemala, encabezado por el presidente Óscar Berger, reconoció la responsabilidad estatal en la muerte de Luis de Lion y le rindió un homenaje póstumo en su casa museo de San Juan del Obispo.

## Legado
La Casa Museo Luis de Lion se encuentra en San Juan del Obispo, pueblo natal del escritor. Conserva su obra, exhibe sus pertenencias personales - incluyendo libros y apuntes - y mantiene la pequeña biblioteca pública que él mismo fundó, y que es dedicada a la atención de la población infantil del lugar.
La figura literaria de Luis de Lion se estableció con la publicación póstuma de su única novela El tiempo principia en Xibalbá, que vio la luz en 1985. En ella inserta la cosmogonía maya en el relato contemporáneo, reconfigurando así toda una época de la narrativa guatemalteca.

## Obra Publicada
- Los Zopilotes (cuentos) (Editorial Landivar, 1966)
- Su segunda muerte (cuentos) (Editorial Nuevo Siglo, 1970)
- Uno más uno (1974)
- Poemas del volcán de Agua (1980)
- Pájaro en mano Certamen Permanente Centroamericano "15 de septiembre" (Editorial Serviprensa Centroamericana, 1985).
- El tiempo principia en Xibalbá (Editorial Serviprensa Centroamericana, 1985)
- La puerta del cielo y otras puertas (Editorial Artemis Edinter, 1998)
- Poemas del volcán de Fuego (Bancafé, 1998)
- Didáctica de la palabra (2002)
- Taller poesía (2002)
- El libro José (2002)
- Una experiencia poética (2007)
- Música de agua (2007)